# Allothyone
Genre
Allothyone est un genre d'holothuries (concombre de mer) de la famille des Phyllophoridae.

## Liste des espèces
Selon World Register of Marine Species (25 février 2015) :
- Allothyone longicauda (Östergren, 1898)
- Allothyone mexicana (Deichmann, 1946)
- Allothyone mucronata (Sluiter, 1901)
- Allothyone multipes (Augustin, 1908)
- Allothyone presleri O'Loughlin in O'Loughlin, Stępień, Kuźniak & VandenSpiegel, 2013
- Allothyone spadix (Sluiter, 1901)